# واين فرانكلين
واين فرانكلين (بالإنجليزية: Wayne Franklin)‏ هو لاعب كرة قاعدة أمريكي، ولد في 9 مارس 1974 في ويلمنغتون في الولايات المتحدة.

## وصلات خارجية
- واين فرانكلين على موقعبيزبول رفرنس.كوم (الدوري الرئيسي) (الإنجليزية)
- واين فرانكلين على موقعبيزبول رفرنس.كوم (الدوري الثانوي) (الإنجليزية)